# Quốc huy

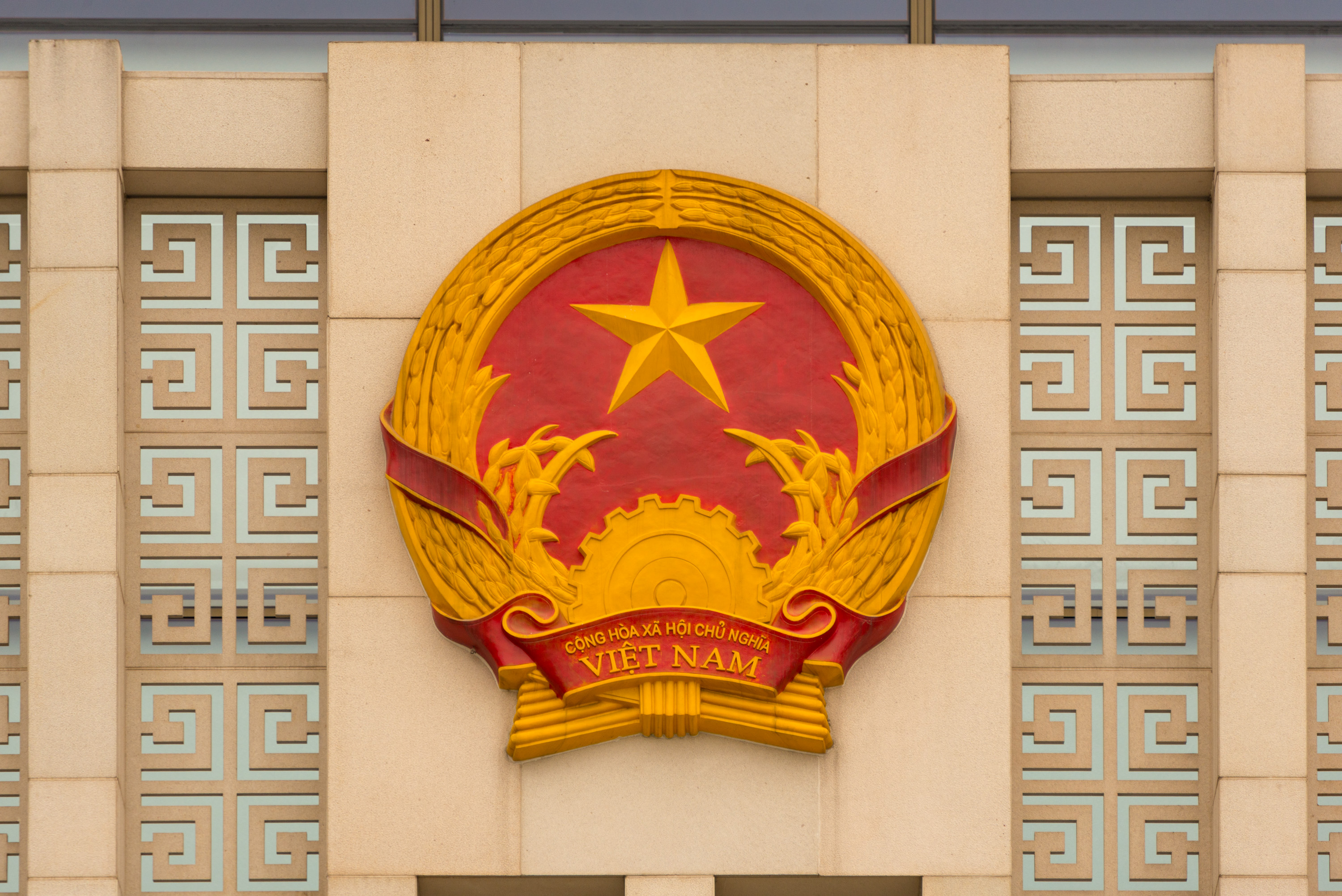
Quốc huy Việt Nam được treo trên cửa chính Tòa nhà Quốc hội Việt Nam

Quốc huy là một huy chương/ huy hiệu  trong những biểu tượng của một nhà nước. Quốc huy là một biểu tượng thể hiện chế độ, hình ảnh đặc trưng của nhà nước đó. Quốc huy thường được sử dụng trên các ấn phẩm quốc gia như tiền tệ, hộ chiếu, giấy tờ,...